# Hypnum napoanum
Hypnum napoanum är en bladmossart som beskrevs av De Notaris 1859. Hypnum napoanum ingår i släktet flätmossor, och familjen Hypnaceae. Inga underarter finns listade i Catalogue of Life.